# یوتا وبر
یوتا وبر (آلمانی: Jutta Weber؛ زادهٔ ۲۸ ژوئن ۱۹۵۴) شناگر اهل آلمان بود.
وی در مسابقات کشوری و بین‌المللی در مجموع برندهٔ ۱ مدال طلا، ۲ مدال نقره، ۴ مدال برنز شده‌است.